# Ебла
Ебла (арап. تل مرديخ.) је древни трговачки град-држава, који је постојао на територији древне Сирије, почев од средине 3. миленијума п. н. е. Ебла је био смештен западно од великог завоја реке Еуфрат у Сирији, 53 km југозападно од модерног града Алеп. Ебла је једна од најстаријих цивилизација Сирије.

## Историја
Оснивачи сматрају да су становници древне Ебле, били народ семитског порекла који су се преселили у Сирију из југоисточне Арабије средином 4. миленијума п. н. е. Еблаити су користили сумерско-акадски језик и писмо. У време највећег успеха Ебла је свој економски и политички утицај проширила од феничанског града Библос на обали Средоземног мора до града-државе Мари на средини Еуфрата. Град је имао живу трговину и политичке везе са сумерском становништва древне Месопотамије, Древни Елама и Египта.
Нестанак првобитног града Ебла повезан је са освајањем града од стране акадског краља Саргона Акадског у 23. веку п. н. е. 
Након обнове, друга Ебла је такође уништена, што је омогућило аморитским племенима да населе напуштене град. Последње, треће царство Ебла било је у саставу царства Јамхад, али је на крају и оно нетсало након пораза од стране хетитског краља Муришилиша I око 1600. п. н. е.
Уништење града-државе Ебла, већина научника данас везује владавину Нарум-Син (2236–2200. п. н. е.), унука Саргон, по чијем налогу је град спаљен.
Након 250 година, територију Ебла населила су аморејска племена који су основали династију и обновили палате и храмове. Међутим, град никада није подигнут на ниво упоредив са периодом од свог највећег просперитета у 24. веку п. н. е.
Коначна уништење Ебла датира се на средину 17. века п. н. е. У то време већином земаља на Блиском истоку су владали Касити, напали су територију Месопотамије и суседних земаља.

## Привреда и трговина
Од постанка Ебла је заснован на развоју пољопривреде: тло северне Сирије је погодно за јечам, пшеницу, маслине, смокве, грожђе, шипак и друге усеве, узгој говеда и оваца. Град је покренуо производњу различитих тканина и металних производа, важну улогу у привреди Ебла је добила прерадапољопривредних производа и производи као што су маслиново уље, вино, пиво.
Еблаити су увозили злато, сребро, бакар, калај, драго камење, као и овце. Град је напредовао захваљујући повољној локацији на раскрсници трговачких путева из Персије, Анадолије, Сумера и Египту. Одећа и тканине, разне рукотворине, маслиново уље су били главни извозни артикли.
Уско повезано са економијом је Ебла гајила политичке односе са својим суседима. Државном архиву садрже копије уговора закључених са различитих градовима, међу којима многи признају доминацију Ебла. Против града Мари, који је одбио да послуша, Ебла је предузела војну акцију и поразивши га, приморао га да ода почаст Еблу у сребру и злату.

## Језик и култура
Језик Ебле припада групи семитских језика и има пуно везе са акадским језиком. У акадски језик накнадно су унете речи Сумерски порекла.
Владари Ебла посветили су значајну пажњу образовању, за пажљиво контролисану обуку користили су наставне методе које су честе у сумерским градовима Месопотамије. Пронађени су бројни студентски радови који показују да је школа у Ебли припремала своје студенте за будуће позиције државних службеника.

## Модерна ископавања
Ископавања су почела 1964. године од стране италијанске археолошке експедиције под руководством Паоло Матие. 1975. године археолози су открили велике царске архиве Ебла, која датирају из 3. миленијума п. н. е. Током наредних 10 година, научници су пронашли око 20 хиљада артефаката. Архива је скуп глинених таблица исписаних на еблаитском и сумерском језику. Они описују дечје школске вежбе, први познати у историји маслина, информације о привреди Ебла, градске управе, песме, химне, и још много тога. Већина ових записа чува су у музеју Алепу, и Народном музеју Дамаска.
У једном од текстова стоји да становништво овог града-државе броји око 260 хиљада, да 22 хиљада живи у самом граду. Ископавања су потврдила да су у зениту, 25. веку п. н. е., зидови града могли да прими до 30 хиљада становника. Друга табела наводи да краљ Ебла поседује огромно поље маслина, којих је број око 3 и по хиљаде.
Ебла ископавања открили остатке степенастог утврђења - Зигурата, у којој је боравио краљ Ебла. Анализа Зигурата је показала да је саграђена пре око 4.400 године п. н. е. од блата и цигле. Висина Зигурата је око шест метара. Ту су пронађени богати златни орнаменти, који би могли да припадају краљевској породици.
Они су такође пронашли остатке у краљевској палати, који припада 3. миленијуму п. н. е., неколико храмова и монументална капија, која датира из 2. миленијума. п. н. е.